# Леопольд Каро

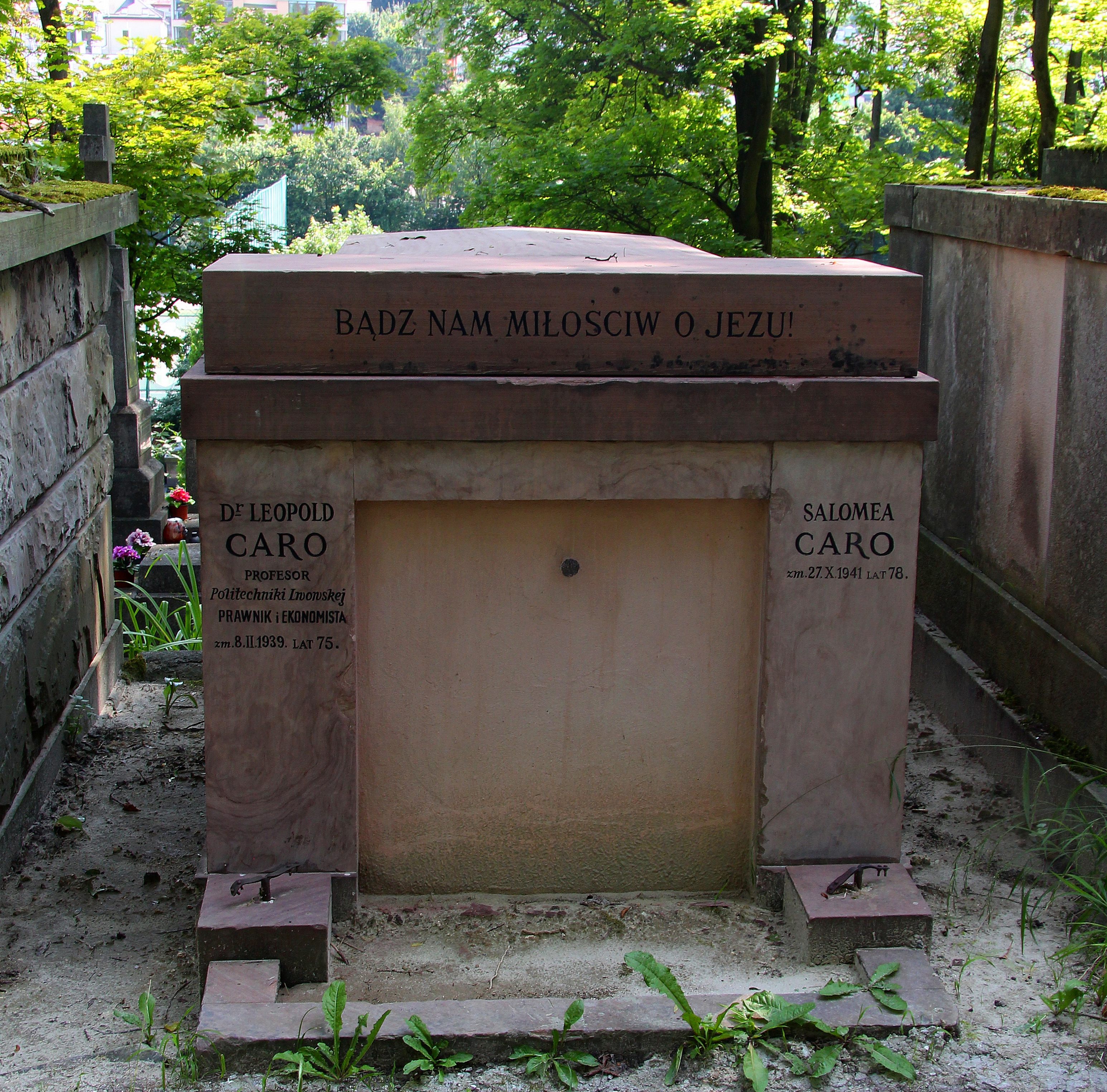

Леопольд Каро (пол. Leopold Caro; 27 травня 1864 року, Львів — 8 лютого 1939 року, там само) — польський економіст і адвокат, викладач Львівської політехніки. Послідовник католицького солідаризму.

## Біографія
Дитинство та юність провів у Львові. У 1881 році з відзнакою закінчив IV Львівську гімназію. У 1885 році навчався на юридичному факультеті Львівського університету. Через два роки він також здобув диплом філософського факультету та науковий ступінь «доктора права».
Для подальшого навчання, цього разу в галузі економіки, він поїхав до Лейпцига, де взяв участь у семінарі професора Августа фон Мясковського. Там під впливом німецької історичної школи та французької соціальної солідарності сформувалися його економічні та соціологічні погляди. Там він також контактував з католицьким вченням. У цей період він займався переважно правовими питаннями. Лише після повернення з Лейпцигу, використовуючи свою всебічну та міждисциплінарну освіту, він розширив свої наукові інтереси на соціальні, економічні, соціологічні, філософські та історичні проблеми.
У 1894 році він склав адвокатський іспит, після чого оселився в Кракові, де працював адвокатом до 1914 року. У своїх численних працях він зосередився головним чином на проблемах розвитку сільського господарства та становищі сільського населення. Засудження з боку багатьох єврейських кіл через відкриту політику антисемізму стало остаточною причиною переходу Каро в католицизм у 1903 році. Також проводив поглиблені дослідження з питань еміграції та еміграційної політики. У першому десятилітті 20 століття він також був тісно пов'язаний з католицьким громадським рухом.
У 1920—1939 роках — професор кафедри соціальної економіки та права у Львівській політехніці. Він також брав участь у роботі комісій з юридичних іспитів при Львівському університеті, а з 1923 року читав там лекції з економіки. Він був дуже активним вченим як за кількістю публікацій, так і за соціальною активністю.
Леопольд Каро помер 8 лютого 1939 року в Львові. Похований на 81 полі Личаківського  цвинтаря.

## Науковий доробок
Автор понад 200 наукових робіт. Його доробок складається з понад десятка книг, а також численних дисертацій та статей, опублікованих з 1886 року, загалом у понад 60 періодичних виданнях та щоденних газетах. З 1921 року бере активну участь у роботі Польського економічного товариства у Львові, а у 1927 році Каро зайняв посаду президента товариства.
Каро суттєво сприяв формуванню та розвитку руху польських економістів. Під час І з'їзду польських економістів у Познані в 1929 році він був заступником голови. Також був членом Комісії з питань праці при Президії Ради Міністрів, членом Львівського наукового товариства та членом казино та літературно-мистецького клубу у Львові.

## Відзнаки
- Командорський хрест ордена Відродження Польщі (1936)[11][12]

14 жовтня 2020 року Національний банк Польщі випустить в обіг срібні монети «Leopold Caro», номіналом 10 злотих.